# П'яченца-д'Адідже
П'яченца-д'Адідже (італ. Piacenza d'Adige, вен. Piacenza d'Adese) — муніципалітет в Італії, у регіоні Венето, провінція Падуя.
П'яченца-д'Адідже розташовані на відстані близько 370 км на північ від Рима, 75 км на південний захід від Венеції, 40 км на південний захід від Падуї.
Населення — 1344 особи (2014).
Щорічний фестиваль відбувається 17 січня. Покровителі — святий Антоній Великий.

## Демографія
Населення за роками:

Станом на 1 січня 2023 року в муніципалітеті офіційно проживало 147 іноземців з 14 країн, серед них 12 громадян країн Євросоюзу та 5 громадян України.

## Сусідні муніципалітети
- Бадія-Полезіне
- Казале-ді-Скодозія
- Лендінара
- Мазі
- Мельядіно-Сан-Вітале
- Мерлара
- Понсо
- Сант'Урбано
- Санта-Маргерита-д'Адідже
- Вігіццоло-д'Есте